# Marie-Ludovic Roche
Marie-Ludovic Roche, né le 5 février 1828 à Serrières et mort le 6 octobre 1880 à Orléans, est un prélat français qui fut évêque de Gap de 1879 à 1880.

## Biographie
Après des études au grand séminaire de Viviers puis chez les pères basiliens, Marie-Ludovic Roche est ordonné prêtre le 20 décembre 1851 avant que de rejoindre le diocèse de Viviers. Éloquent prêcheur, l'abbé Roche, licencié ès lettres, docteur de théologie de la Sorbonne, devient tour à tour chapelain de l'église Sainte-Geneviève de Paris, aumônier du lycée Louis-le-Grand, professeur d'histoire ecclésiastique à la Sorbonne. Préconisé évêque de Gap le 8 septembre 1879, confirmé le 22 septembre suivant, il est sacré évêque en l'église Sainte-Clotilde de Paris par le cardinal Guibert. Il prend possession de son siège épiscopal le 11 décembre 1879 mais décède promptement de la typhoïde au palais épiscopal d'Orléans le 6 octobre 1880, au cours d'une retraite sacerdotale. Enterré dans un premier temps au cimetière de son village natal, le corps du prélat est transféré en la crypte de la cathédrale Notre-Dame-et-Saint-Arnoux de Gap en juillet 2012 .

## Armes
Tranché : d'or à 3 rameaux d'olivier de sinople 2 et 1, et d'argent à la roche au naturel, surmontée d'une étoile de gueules .

## Référence
1. ↑  Journal L'Univers du 8 octobre 1880 Consultable sur Gallica.
2. ↑  Courte biographie du prélat sur "Église en Hautes-Alpes", n°83 de décembre 2012, publication du diocèse de Gap Consultable sur le site du diocèse de Gap.
3. ↑  Comte de Saint Saud, Armorial des prélats français du XIXe siècle, Paris, 1906, H. Daragon, 415p., p.99. Consultable sur Gallica.